# عبدالجبار پردلی
عبدالجبار پُردلی معروف به جبارخان پُردلی از فرماندهان پُلیس افغانستان است که فرماندهی پلیس ولایت نیمروز و ولایت بغلان را در کارنامه خود دارد.
آقای پرُدلی تا قبل از سقوط نظام جمهوری اسلامی افغانستان در وزارت امور داخله در پست‌های گوناگون؛ مثل: معاون اداری، رئیس عمومی پیژنتون، فرمانده آکادمی پولیس، معاون امور مسلکی و پرسنل و رئیس کشف و تعقیب مبارزه با جرائم جنایی خدمت می‌کرد.